# HC Spartak Polička
HC Spartak Polička (celým názvem: Hockey Club Spartak Polička) je český klub ledního hokeje, který sídlí ve městě Polička v Pardubickém kraji. Založen byl v roce 1932 pod názvem SK Polička. Od sezóny 2018/19 působí v Orlickoústecké oblastní lize, neregistrované soutěži ledního hokeje v České republice. Klubové barvy jsou červená a žlutá.
Své domácí zápasy odehrává na zimním stadionu Polička.

## Přehled ligové účasti
Stručný přehled
Zdroj:
- 2004–2005: Královéhradecký a Pardubický krajský přebor (5. ligová úroveň v České republice)
- 2005–2006: Královéhradecká a Pardubická krajská liga – sk. B (4. ligová úroveň v České republice)
- 2006–2007: Pardubická krajská liga (4. ligová úroveň v České republice)
- 2007–2009: Pardubický krajský přebor (5. ligová úroveň v České republice)
- 2009–2011: Pardubická krajská soutěž (5. ligová úroveň v České republice)
- 2011–2012: Pardubická krajská liga (4. ligová úroveň v České republice)
- 2012–2013: Pardubická krajská liga – sk. Východ (4. ligová úroveň v České republice)
- 2013–2018: Pardubická krajská liga (4. ligová úroveň v České republice)
- 2018–2019: Orlickoústecká oblastní liga (neregistrovaná soutěž v České republice)
- 2019–2021: Pardubická krajská soutěž (4. ligová úroveň v České republice)
- 2021–: Krajská liga Královéhradeckého a Pardubického kraje – sk. P (4. ligová úroveň v České republice)

Jednotlivé ročníky
Zdroj:
Legenda: ZČ – základní část, červené podbarvení – sestup, zelené podbarvení – postup, fialové podbarvení – reorganizace, změna skupiny či soutěže
| Česko (2004 – ) |                                                             |                       |           |                                          |                       |
| Sezóny          | Soutěž                                                      | Úroveň                | ZČ        | Play-off, nadstavba, sk. o udržení...    | Poznámky              |
| 2004/05         | Královéhradecký a Pardubický krajský přebor                 | 5. úroveň             | 6. místo  |                                          | Reorganizace          |
| 2005/06         | Královéhradecká a Pardubická krajská liga – sk. B           | 4. úroveň             | 11. místo | Skupina o umístění B (9. místo)          | Reorganizace          |
| 2006/07         | Pardubická krajská liga                                     | 4. úroveň             | 8. místo  | Skupina o umístění (8. místo)            | Reorganizace          |
| 2007/08         | Pardubický krajský přebor                                   | 5. úroveň             | 1. místo  | Zápas o 3. místo (prohra)                |                       |
| 2008/09         | Pardubický krajský přebor                                   | 5. úroveň             | 2. místo  | Finále                                   | Reorganizace          |
| 2009/10         | Pardubická krajská soutěž                                   | 5. úroveň             | 1. místo  | Finále                                   |                       |
| 2010/11         | Pardubická krajská soutěž                                   | 5. úroveň             | 1. místo  | Vítěz                                    | Reorganizace          |
| 2011/12         | Pardubická krajská liga                                     | 4. úroveň             | 8. místo  | Nadstavba B (2. místo)                   | Reorganizace          |
| 2012/13         | Pardubická krajská liga – sk. Východ                        | 4. úroveň             | 4. místo  | Čtvrtfinále                              | Reorganizace          |
| 2013/14         | Pardubická krajská liga                                     | 4. úroveň             | 9. místo  | O pohár Vladimíra Martince (Finále)      |                       |
| 2014/15         | Pardubická krajská liga                                     | 4. úroveň             | 7. místo  | Čtvrtfinále                              |                       |
| 2015/16         | Pardubická krajská liga                                     | 4. úroveň             | 9. místo  | O pohár Vladimíra Martince (Čtvrtfinále) |                       |
| 2016/17         | Pardubická krajská liga                                     | 4. úroveň             | 10. místo | O pohár Vladimíra Martince (Předkolo)    |                       |
| 2017/18         | Pardubická krajská liga                                     | 4. úroveň             | 10. místo | O pohár Vladimíra Martince (Předkolo)    | Odstoupení ze soutěže |
| 2018/19         | Meziokresní přebor Pardubického kraje                       | neregistrovaná soutěž | 3. místo  | Finále                                   | Odstoupení ze soutěže |
| 2019/20         | Krajská liga Vysočiny                                       | 4. úroveň             | 2. místo  | Semifinále (nedohráno kvůli covidu-19)   | Odstoupení ze soutěže |
| 2020/21         | Pardubická krajská liga                                     | 4. úroveň             | 9. místo  | nedohráno kvůli covidu-19                | Reorganizace          |
| 2021/22         | Krajská liga Královéhradeckého a Pardubického kraje – sk. P | 4. úroveň             |           |                                          |                       |